# Nallachius americanus
Nallachius americanus is een insect uit de familie van de Dilaridae, die tot de orde netvleugeligen (Neuroptera) behoort. 
Nallachius americanus is voor het eerst wetenschappelijk beschreven door McLachlan in 1881.